# Austrocritonia
Austrocritonia là một chi thực vật có hoa trong họ Cúc (Asteraceae).

## Loài
Chi Austrocritonia gồm các loài: